# 연합해상부대
연합해상부대(영어: Combined Maritime Forces (CMF))는 아라비아만, 홍해, 아덴만, 오만만, 인도양를 지나는 상선의 안전을 확보하기 위한 다국적 해군 부대이다.
연합해상부대 사령관은 미국 해군 중부사령부 사령관, 미국 제5함대 사령관을 겸임한다. 부사령관은 영국 해군 코모도어 계급의 Flag officer가 임명된다.

## 역사
2002년 2월 3일에 미국 해군 중부사령부의 조직으로 설립되었다. 연합기동부대 150는 아덴만에 해상보안초계영역을 제정하였다.
테러와의 전쟁을 계기로 해상보안작전과 대해적작전 임무가 추가되었다.
2009년 1월 12일, 소말리아의 해적에 대응하는 작전부대인 연합기동부대 151이 VADM 윌리엄 E. 고트니에 의해 설립되었다. 유럽연합의 애틀랜타 작전과 북대서양 조약 기구의 대양 방패 작전과 연계하여 임무를 수행하고 있다.
2011년 12월 31일, 이라크 자유 작전에 따라 설립되었던 CTF-158/CTF-IM은 이라크 해상 안보 임무를 마치고 해산하였다.

## 부대
- 연합기동부대 150 - 아라비아만 바깥의 해상안보작전
- 연합기동부대 151 - 해적 소탕
- 연합기동부대 152 - 아라비아만 안쪽의 해상안보작전
- 연합기동부대 153 - 홍해 해상안보
- 연합기동부대 154 - 해안안보훈련
- 연합기동부대 158/이라크 해상(CTF-IM) - 이라크 해상 안보 확보

## 참가국
- 그리스
- 노르웨이
- 네덜란드
- 뉴질랜드
- 대한민국
- 독일
- 덴마크
- 말레이시아
- 미국
- 바레인
- 브라질
- 벨기에
- 사우디아라비아
- 세이셸
- 스페인
- 아랍에미리트
- 영국
- 예멘
- 오스트레일리아
- 요르단
- 이라크
- 이탈리아
- 일본
- 싱가포르
- 필리핀
- 카타르
- 캐나다
- 쿠웨이트
- 터키
- 태국
- 파키스탄
- 포르투갈
- 프랑스

## 참고
1. ↑  “CTF Iraqi Maritime Completes Mission And Disestablishes”. 《NNS120101-02》 (영어) (naval-today). 2012년 1월 1일. 2012년 1월 3일에 확인함.

- “About us” (영어). 2023년 7월 12일에 확인함.